# Mazères-Lezons

Mazères-Lezons este o comună în departamentul Pyrénées-Atlantiques din sud-vestul Franței. În 2009 avea o populație de 1.976 de locuitori.

## Evoluția populației
| An        | 1975  | 1982  | 1990  | 1999  | 2006  | 2009  |
| --------- | ----- | ----- | ----- | ----- | ----- | ----- |
| Populație | 1.050 | 1.568 | 2.079 | 2.143 | 2.026 | 1.976 |